# Tỉnh (Mông Cổ)
Mông Cổ được chia thành 21 aimag (tiếng Mông Cổ: аймаг, tương đương cấp hành chính tỉnh của Việt Nam). Mỗi aimag được chia thành các sum. Tên gọi aimag xuất phát từ tiếng Mông Cổ và tiếng Turkic nghĩa là "bộ lạc".  Thủ đô Ulaanbaatar là một đô thị độc lập khỏi Tov Aimag, tỉnh mà thành phố này toạ lạc.
| Aimag        | Tiếng Mông Cổ | Sums 2009 | Bags 2009 | Dân số                         | Dân số                         | Dân số                         | Dân số                         | Diện tích (km²) | Mật độ (/km²) | Tỉnh lỵ      | Tiếng Mông Cổ |
| Aimag        | Tiếng Mông Cổ | Sums 2009 | Bags 2009 | ngày 5 tháng 1 năm 1979 Census | ngày 5 tháng 1 năm 1989 Census | ngày 5 tháng 1 năm 2000 Census | ngày 31 tháng 12 năm 2009 est. | Diện tích (km²) | Mật độ (/km²) | Tỉnh lỵ      | Tiếng Mông Cổ |
| ------------ | ------------- | --------- | --------- | ------------------------------ | ------------------------------ | ------------------------------ | ------------------------------ | --------------- | ------------- | ------------ | ------------- |
| Arkhangai    | Архангай      | 19        | 99        | 77,575                         | 84,517                         | 97.091                         | 92,449                         | 55,313.82       | 1.67          | Tsetserleg   | Цэцэрлэг      |
| Bayan-Ölgii  | Баян-Өлгий    | 13        | 86        | 71,416                         | 90,911                         | 91,068                         | 101.848                        | 45.704,89       | 2,23          | Ölgii        | Өлгий         |
| Bayankhongor | Баянхонгор    | 20        | 103       | 63,048                         | 74.574                         | 84.779                         | 85.365                         | 115.977,80      | 0,74          | Bayankhongor | Баянхонгор    |
| Bulgan       | Булган        | 16        | 74        | 42,398                         | 51.910                         | 61.776                         | 62.340                         | 48.733,00       | 1,28          | Bulgan       | Булган        |
| Darkhan-Uul  | Дархан-Уул    | 4         | 24        | 50,572                         | 85.737                         | 83.271                         | 90.050                         | 3.275,00        | 27,50         | Darkhan      | Дархан        |
| Dornod       | Дорнод        | 14        | 63        | 58,860                         | 81,073                         | 75,373                         | 73,625                         | 123,597.43      | 0.60          | Choibalsan   | Чойбалсан     |
| Dornogovi    | Дорноговь     | 14        | 60        | 42,349                         | 57,103                         | 50,575                         | 58,318                         | 109,472.30      | 0.53          | Sainshand    | Сайншанд      |
| Dundgovi     | Дундговь      | 15        | 66        | 38,937                         | 49,320                         | 51,517                         | 47,671                         | 74,690.32       | 0.64          | Mandalgovi   | Мандал-Говь   |
| Govi-Altai   | Говь-Алтай    | 18        | 83        | 55,884                         | 62,773                         | 63,673                         | 59,376                         | 141,447.67      | 0.42          | Altai        | Алтай         |
| Govisümber   | Говь-Сүмбэр   | 3         | 10        | -*                             | -*                             | 12,230                         | 13,293                         | 5,541.80        | 2.40          | Choir        | Чойр          |
| Khentii      | Хэнтий        | 17        | 83        | 52,784                         | 73,804                         | 70,946                         | 71,458                         | 80,325.08       | 0.89          | Öndörkhaan   | Өндөрхаан     |
| Khovd        | Ховд          | 17        | 91        | 62,565                         | 76,553                         | 86,831                         | 88,505                         | 76,060.38       | 1.16          | Khovd        | Ховд          |
| Khövsgöl     | Хөвсгөл       | 23        | 125       | 88,500                         | 101,833                        | 119,063                        | 124,108                        | 100,628.82      | 1.23          | Mörön        | Мөрөн         |
| Ömnögovi     | Өмнөговь      | 15        | 56        | 32,929                         | 42,445                         | 46,858                         | 49,333                         | 165,380.47      | 0.30          | Dalanzadgad  | Даланзадгад   |
| Orkhon       | Орхон         | 2         | 22        | 31,851                         | 56,136                         | 71,525                         | 83,145                         | 844.00          | 98.51         | Erdenet      | Эрдэнэт       |
| Övörkhangai  | Өвөрхангай    | 19        | 105       | 82,504                         | 96,510                         | 111,420                        | 117,513                        | 62,895.33       | 1.87          | Arvaikheer   | Арвайхээр     |
| Selenge      | Сэлэнгэ       | 17        | 49        | 65,118                         | 86,952                         | 99,950                         | 103,459                        | 41,152.63       | 2.51          | Sükhbaatar   | Сүхбаатар     |
| Sükhbaatar   | Сүхбаатар     | 13        | 66        | 43,229                         | 50,846                         | 56,166                         | 54,955                         | 82,287.15       | 0.67          | Baruun-Urt   | Баруун-Урт    |
| Töv          | Төв           | 27        | 97        | 80,547                         | 100,088                        | 99,268                         | 88,503                         | 74,042.37       | 1.20          | Zuunmod      | Зуунмод       |
| Uvs          | Увс           | 19        | 92        | 72,302                         | 83,958                         | 90,037                         | 78,801                         | 69,585.39       | 1.13          | Ulaangom     | Улаангом      |
| Zavkhan      | Завхан        | 24        | 114       | 79,990                         | 88,518                         | 89,999                         | 79,320                         | 82,455.66       | 0.96          | Uliastai     | Улиастай      |

*- Aimag Govisümber được tách ra từ aimag Dornogovi vào năm 1994.

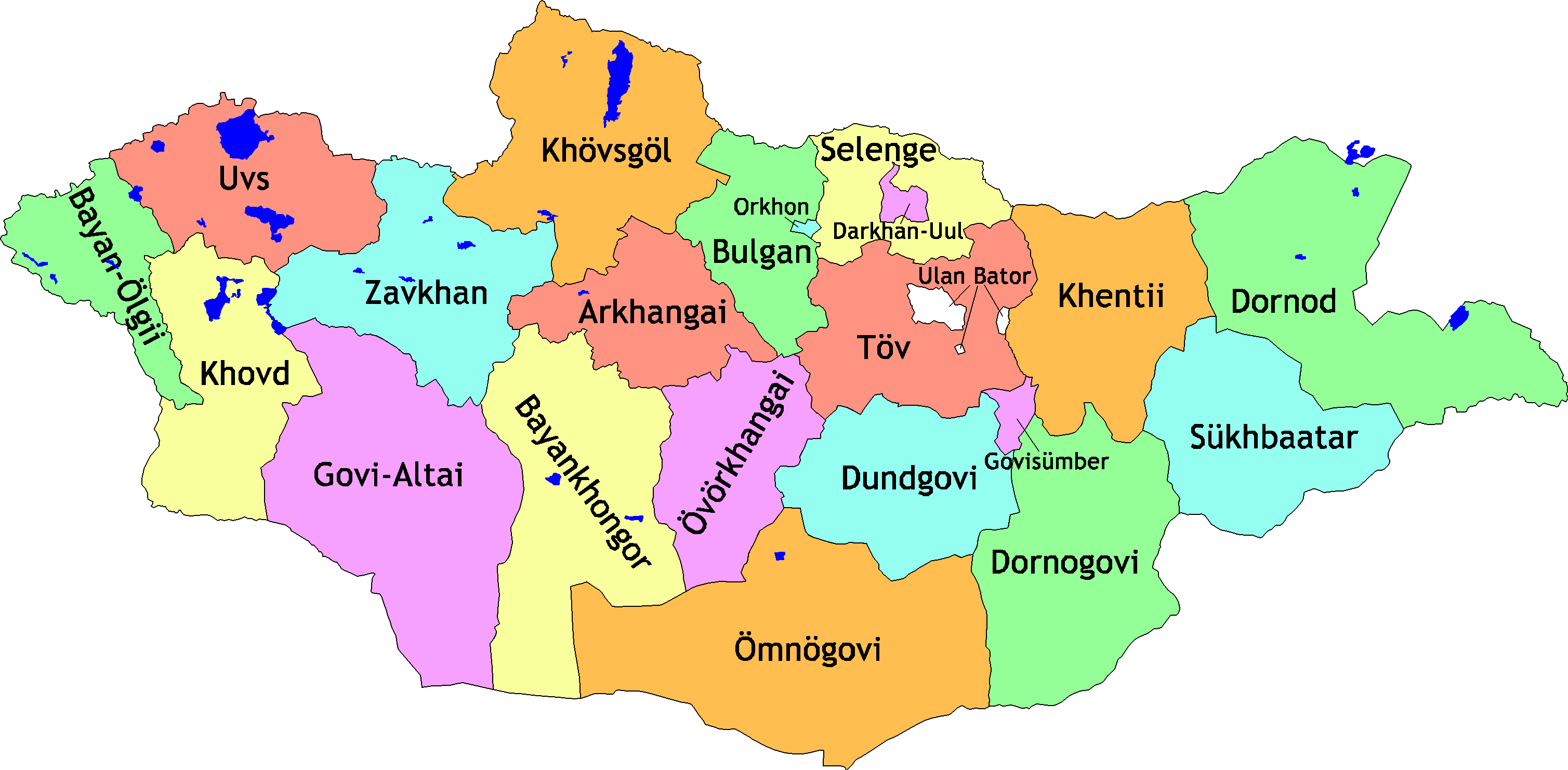
Aimag của Mông Cổ